# Primera batalla d'Édéa
La primera batalla d'Édéa va ser un assalt britànic i francès sobre les forces alemanyes estacionades al poble d'Édéa, durant la campanya de Kamerun de la Primera Guerra Mundial.
Les forces aliades de Douala van iniciar el seu avanç el 20 d'octubre de 1914. Després d'una dura resistència al llarg de la línia de ferrocarril del sud, entre Douala i Édéa, les forces alemanyes es van retirar de la ciutat i es van dirigir cap a Yaoundé, permetent a les tropes aliades ocupar finalment Édéa el 26 d'octubre de 1914.

## Antecedents
Després dels desembarcaments dels Aliats a Douala i Limbe el 27 de setembre, sota el comandament del General Major C. M. Dobell, la guarnició alemanya que protegia la costa es va retirar cap a l'interior. Un grup es va retirar cap a Dschang amb el ferrocarril del nord, mentre que un altre grup va viatjar pel riu Wouri cap a Yabassi. El grup més nombrós, que incloïa el governador de Kamerun, Karl Ebermaier, i el comandant de les tropes, el Major Zimmermann, va viatjar cap a Édéa amb el ferrocarril del sud. Durant la seva retirada, les forces alemanyes van danyar o destruir gran part de la via fèrria.
El general C.M. Dobell, temia que les forces alemanyes que s'havien retirat podrien representar una amenaça per les seves noves adquisicions, i va atacar Yabassi i Édea a l'octubre de 1914.
Després de la derrota alemanya en la batalla de Yabassi a principis d'octubre, els Aliats van disposar d'embarcacions fluvials i de tropes per a atacar a Édéa, que està a la riba del riu Sanaga al sud-est de Yaoundé.

## L'atac francès al pont de Japoma
Durant la seva retirada cap a Édéa, les forces alemanyes van danyar el pont de Japoma del ferrocarril, als afores de Douala.

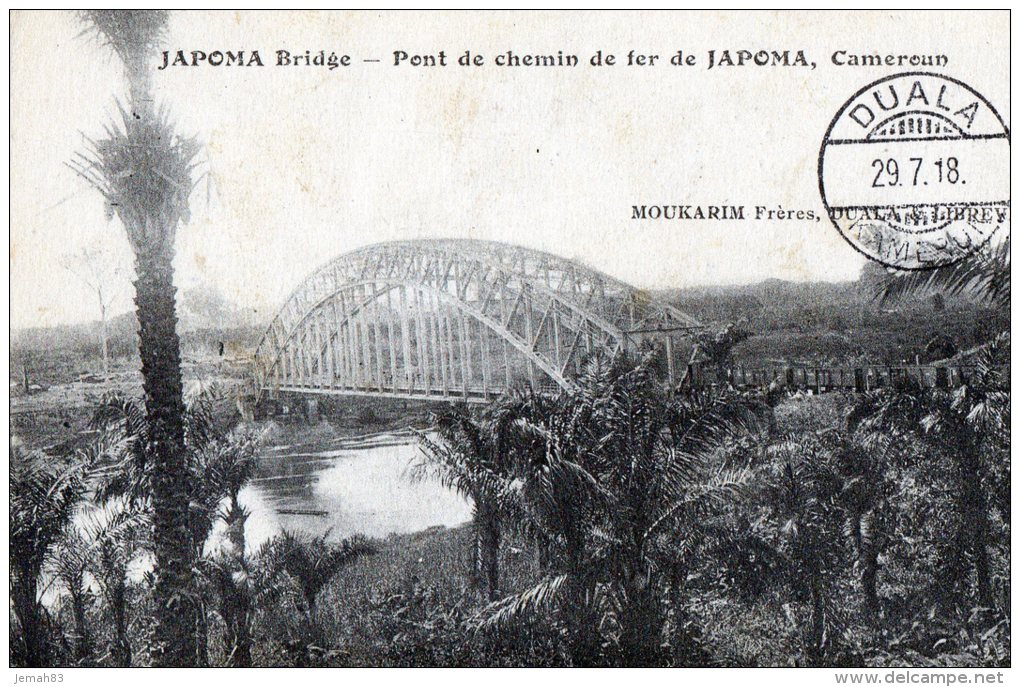
Pont de Japoma, 1918

Un petit destacament alemany va romandre atrinxerat al pont danyat, a l'altra banda del riu Dibamba, mentre que la major part de la força es va retirar cap a Édéa. El control alemany del pont va ser vist com un gran perill per a l'ocupació aliada de Douala, a causa de la proximitat del Japoma a la ciutat.
El 6 d'octubre, una força francesa de 400 tirailleurs, al comandament del coronel Mayer i amb el suport del bombardeig naval britànic, va atacar aquesta posició. Les tropes franceses van creuar el pont sota el foc intens de la força alemanya atrinxerada que finalment es va retirar. Es va assegurar el pont del ferrocarril parcialment danyat per a poder atacar Édéa.

## L'atac a Édéa
Amb el pont de Japoma i Yabassi assegurats, Dobell va iniciar l'atac a Édéa.
El 20 d'octubre es va posar en marxa una expedició pel riu Njong al llogaret de Dehane, situat al sud d'Édéa. Un camí a través de la selva connecta els dos assentaments. La força britànica que havia navegat el Njong va arribar a Dehane el 21 d'octubre i va començar a marxar cap al nord, cap a Édéa. Una segona columna britànica, al comandament del comandant L.W. Braithwaite, va remontar el riu Sanaga. La força francesa del coronel Mayer va avançar cap a l'est, al llarg de la línia ferroviària des de Japoma.
Un francès i dos oficials britànics van morir entre d'altres, quan el seu vaixell va naufragar al riu Njong abans de començar les operacions. La flotilla del riu Sanaga va tenir grans dificultats amb la navegació a causa dels molts obstacles naturals, com ara bancs de sorra sota de la superfície. Les columnes que es desplaçaven cap al nord des de Dehane i el Sanaga no van trobar una resistència significativa de les forces alemanyes, però van patir malalties.
Zimmerman va optar per centrar-se en la defensa d'Édéa en la línia ferroviària del sud. La columna francesa, que s'havia traslladat cap a l'est al llarg de la línia ferroviària des de Japoma, es va trobar amb una forta resistència al llarg del seu avanç i com a resultat va patir moltes baixes. A l'adonar-se que la columna de Japoma continuava avançant malgrat la seva resistència i que altres columnes s'apropaven des de Dehana i el Sanaga, les forces alemanyes, inclòs el governador i el comandant de les tropes, es van retirar cap a Yaoundé, aproximadament a 160 km a l'est.
El 26 d'octubre, les forces britàniques i franceses van ocupar Édéa, buscant als alemanys que van fugir.

## Conseqüències
Després de la captura d'Édéa, les tropes aliades es van moure 30 km terra endins, cap a Kopongo.
Un intent alemany de recuperar Édéa va fallar en la Segona batalla d'Édéa, a principis de gener de 1915.
Després de la pèrdua de Yabassi i Édéa, l'única unitat alemanya restant que s'havia retirat de Douala al setembre es va dirigir al nord, cap al fort de Dschang. Al desembre de 1914, una força britànica al comandament del coronel Edmund H. Georges comença la seva marxa cap a Dschang. El 2 de gener 1915, la força de George arriba a Dschang i va començar el bombardeig de la fortalesa alemanya, que va obligar a la guarnició a rendir-se. La força britànica va destruir la fortalesa abans de retirar-se a les línies de comunicació més segures, a Baré.